# Тамбо-Колорадо

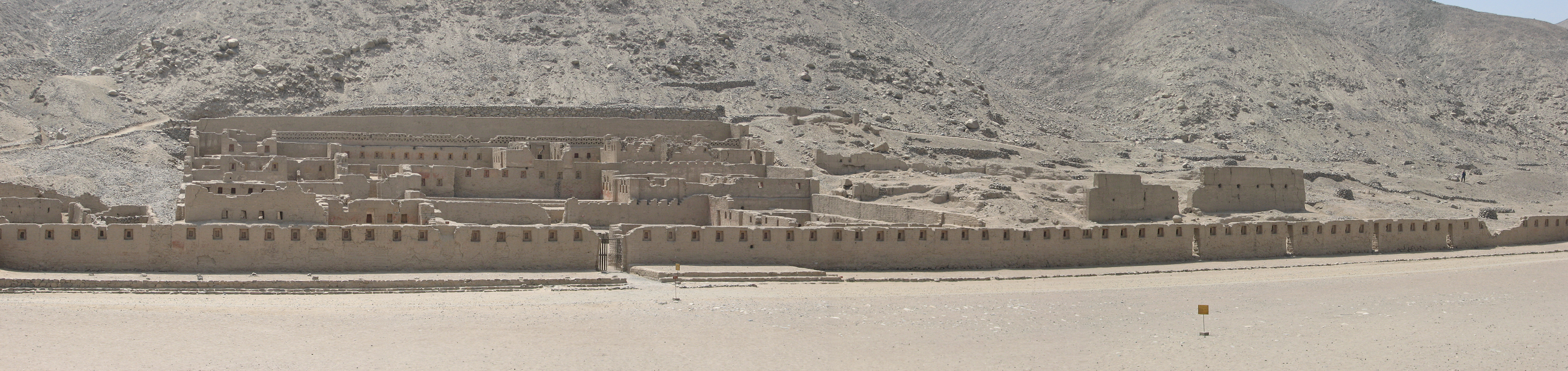
Общий вид Тамбо-Колорадо

Тамбо-Колорадо, Tambo Colorado — хорошо сохранившийся комплекс глинобитных зданий эпохи инков на побережье Перу. Также известен под альтернативными названиями на языке кечуа: Пука-Тамбо (Puka Tampu), Пукайакта (Pucallacta) или Пукауаси (Pucahuasi).

## Местонахождение
Объект находится на южном побережье Перу в долине реки Писко примерно в 40 км от г. Писко по шоссе Via de los Libertadores. Землетрясение 2007 г. в Перу и Эквадоре, по сообщениям, не причинило существенного ущерба памятнику. У входа в комплекс находится небольшой музей.

## История
Объект был построен в конце XV века в годы правления Инки Пачакути Инки Юпанки, и использовался инками как административный центр и контрольный пост на главной дороге от побережья в горы.

## Планировка
Объект включает несколько сооружения вокруг трапециевидной центральной площади, основание которой имеет длину 150 метров. Сооружения сгруппированы в две группы: северный и южный сектора, и включают: Северный дворец, два Южных дворца, Ушну (приподнятая церемониальная платформа) и здание, известное как Дом обеспечения (Utilities Structure).

## Характеристика
Название объекта происходит из-за обильного использования краски на стенах. Благодаря хорошим климатическим условиям (исключительно сухой климат) многие стены в Тамбо, как наружные, так и внутренние, сохранили в достаточной мере древнюю окраску, что позволяет реконструировать оригинальный рисунок. Краски нередко наносились горизонтальными полосами красного, чёрного, белого и жёлтого цветов по штукатурке, а вариации цветов отражали архитектурные особенности, например, ниши. В трапециевидных нишах в Тамбо имелись 1−2 выемки, видимо, для помещения важных объектов. Как и в других сооружениях инков, размеры ниш стандартны для всего объекта.

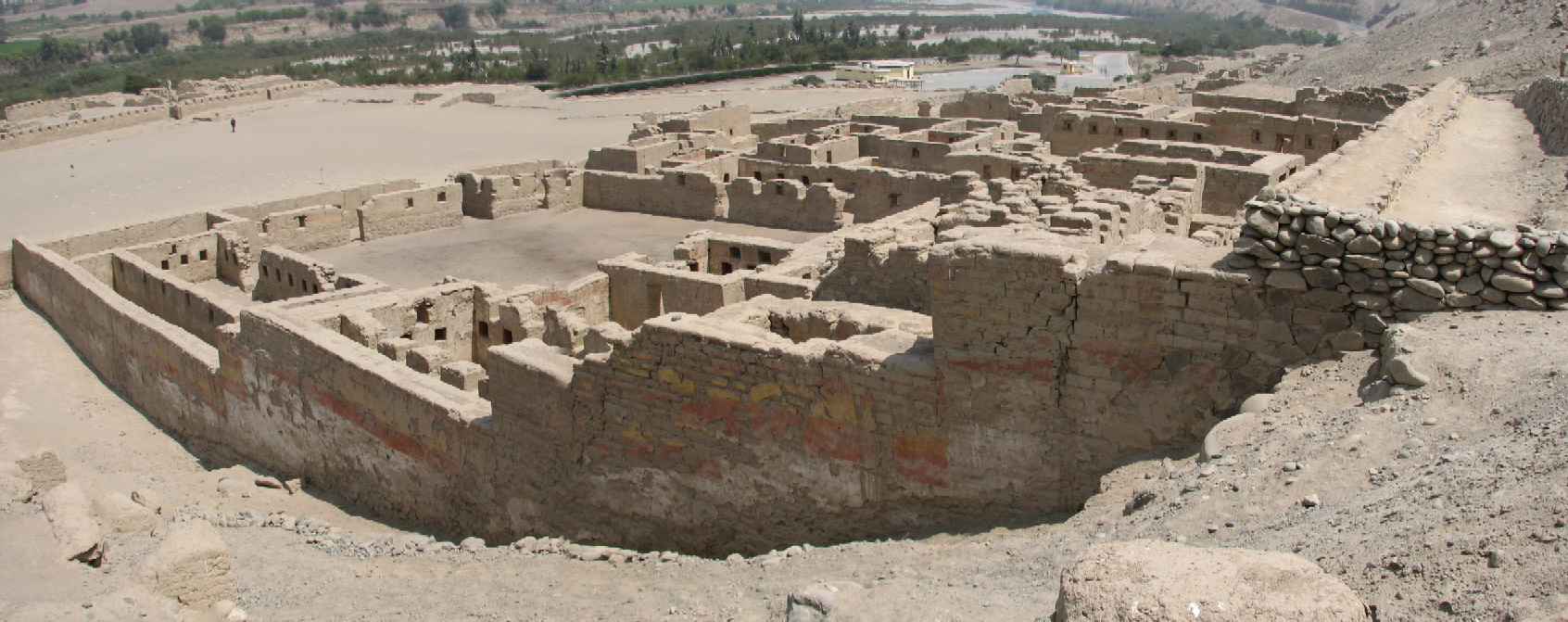
Остатки оригинальной окраски на глинобитных стенах Северного дворца
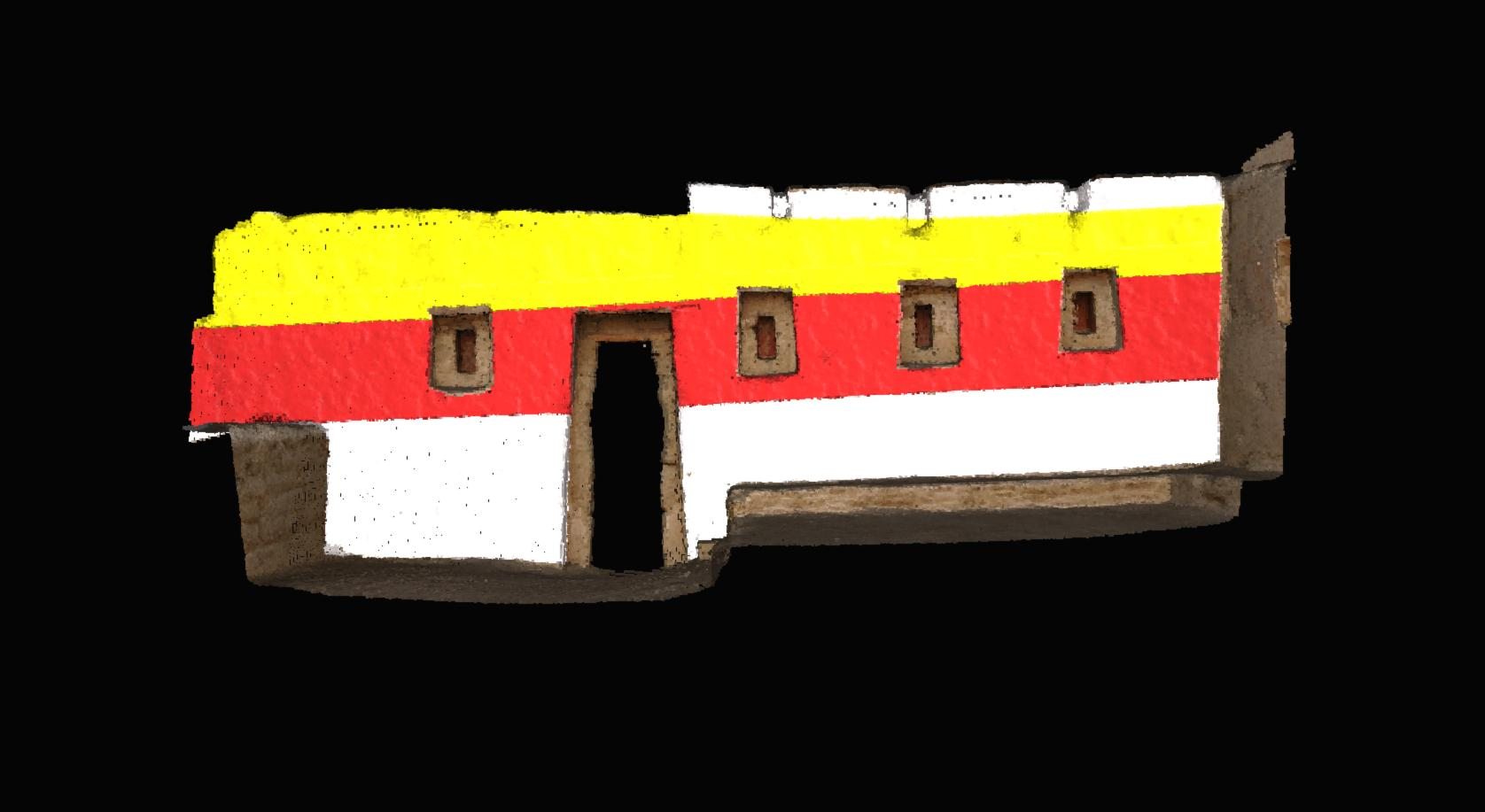
Компьютерная реконструкция первоначальной окраски стены в Комнате 42 в эпоху Инков, Тамбо-Колорадо